# Korporationskammaren

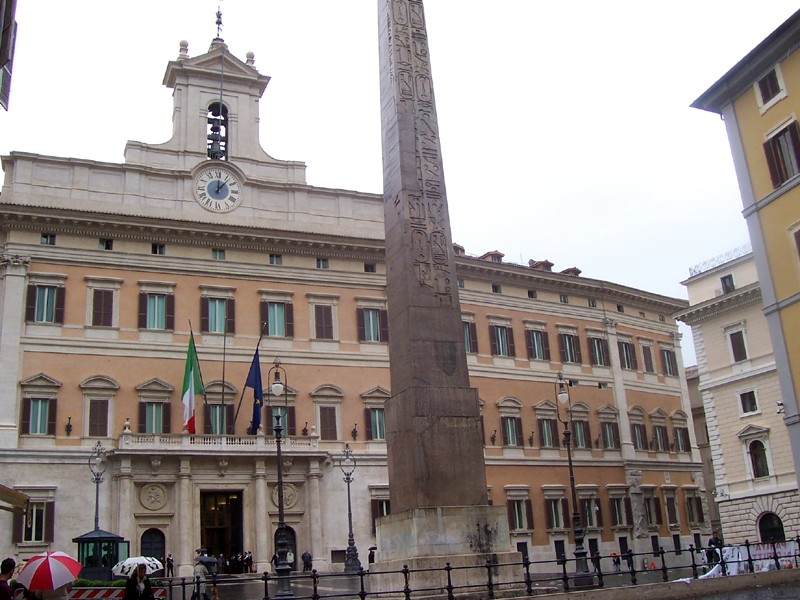
Den fascistiska Förbunds- och korporationskammaren sammanträdde i Palazzo Montecitorio i Rom, liksom den föregående kungliga deputeradekammaren och den nuvarande republiken Italiens deputeradekammare.

Korporationskammaren (italienska: Camera dei Fasci e delle Corporazioni), egentligen Förbunds- och korporationskammaren, var det officiella namnet på Italiens deputeradekammare från 23 mars 1939 till 2 augusti 1943. 
Dess medlemmar (med titeln consiglieri nazionale, "nationella rådsmän" snarare än "deputerade" för att markera organets undergivenhet till den verkställande makten) utsågs officiellt av landets korporationer (fack- och arbetsgivarföreningar sammanslagna efter område) och av fascistpartiet. Talman till 26 juni 1939 var Giacomo Acerbo (tidigare känd för Acerbolagen), därefter Dino Grandi. Den senare kom att utnyttja sin position som talman (och därmed följande medlemskap i fascistpartiets "Stora råd") till att avsätta landets regeringschef och diktator Benito Mussolini den 25 juli 1943.